# Yaa Ntiamoah Badu
Yaa Ntiamoah Badu (hay Yaa Ntiamoa-Baidu) là một nhà động vật học, chuyên gia môi trường, chuyên gia học thuật và quản lý giáo dục người Ghana. Vào tháng 3 năm 2017, cô được bổ nhiệm làm Chủ tịch Hội đồng Phát triển Thiên niên kỷ của Ghana. Cô phục vụ như một Phó hiệu trưởng chuyên nghiệp của Đại học Ghana cho đến khi nghỉ hưu vào năm 2011. Cô là thành viên của Đảng Yêu nước mới của Ghana.

## Tiểu sử
Yaa Ntiamoah Badu học tại Trường Trung học Phổ thông St. Monica cho cấp độ O, sau đó tại Trường Trung học Phổ thông Konongo Odumase cho cấp độ A. Elle học tại Đại học Ghana, nơi cô nhận bằng hạng nhất về Động vật học năm 1975, sau đó là tiến sĩ tại Đại học Edinburgh en 1980. Cô là giảng viên bộ môn Động vật học của Đại học Ghana, năm 1985, sau đó là phó giáo sư năm 1995. Năm 2003, cô được bổ nhiệm làm giáo sư đầy đủ.
Yaa Ntiamoah Badu được bổ nhiệm vào ủy ban quản lý của trường đại học với tư cách là Phó hiệu trưởng cho nghiên cứu, đổi mới và phát triển. Khi còn ở trường đại học, cô là giám đốc của Trung tâm đất ngập nước châu Phi  và Đại học Ghana Carnegie Thế hệ tiếp theo của Viện hàn lâm ở Châu Phi. Cô phục vụ với Kwesi Yankah, người từng là Phó hiệu trưởng cho các vấn đề học thuật và sinh viên. Cô phục vụ ở vị trí này cho đến tháng 7 năm 2011 khi cô nghỉ hưu từ trường đại học và được thay thế bởi GS. John Gyapong. Năm 2005, Yaa Badu được giới thiệu cùng với bốn giáo sư khác thuộc các ngành học khác nhau với tư cách là nghiên cứu sinh của Viện Hàn lâm Khoa học và Nghệ thuật Ghana.